# Heriberto Jara
Heriberto Jara Corona (Nogales, Veracruz; 10 de julio de 1879-Ciudad de México, 17 de abril de 1968), fue un militar y político mexicano que se desempeñó como gobernador del Distrito Federal en 1914, de Tabasco entre 1918 y 1919 y de Veracruz entre 1924 y 1927; también fue el primer secretario de Marina entre 1940 y 1946 durante el sexenio de Manuel Ávila Camacho.

## Biografía

### Primeros años
El general Heriberto Jara nació en la colonia Centro Obrera, ahora llamada Emilio Carranza, en Nogales, en el estado de Veracruz. Sus padres fueron Emilio Jara Andrade y Malia del Carmen Corona, originarios de Tecamachalco, Puebla.
En 1886 a los siete años de edad, ingresó a la Escuela Modelo de Orizaba, cuando era regida por el maestro alemán Enrique Laubscher. Desde pequeño aprendió a trabajar en manualidades y artesanías textiles con su primo hermano Joaquín Corona Laztre y Flora Romero Márquez. La familia tuvo que trasladarse por motivos de trabajo a la ciudad de Tulancingo, Hidalgo en 1891 en donde Jara estudió la secundaria. Continuó sus estudios en el Instituto Científico y Literario hasta lograr el grado de tenedor de libros, lo que hoy podría ser un contador privado.

### Huelga de Río Blanco
De regreso a su región de origen, fue contratado en la fábrica de hilados y tejidos de Santa Rosa y posteriormente en la de Río Blanco para llevar la contabilidad, lo que le permitió el acceso a la información de las magníficas ganancias que percibían tales empresarios, en contraposión con las difíciles condiciones de trabajo y de vida que padecían los obreros y sus familias. Así, a la edad de dieciocho años le correspondió asumir una posición cuando los operarios de la zona textil efectuaron un movimiento huelguístico que afectó poderosamente a la industria, donde el régimen de Porfirio Díaz reprimió duramente las demandas obreras (1906-1907). Heriberto Jara se adhirió a la causa de los trabajadores, y así lo haría en el resto de sus días. Desde muy joven, había abrazado con pasión las ideas libertarias del magonismo: los hermanos Flores Magón varias veces lo llevaron a purgar sentencias en la cárcel y, en 1907, a tener una destacada participación en la famosa huelga textilera de Río Blanco. Tras participar en esta huelga fue detenido y enviado con un grupo de indígenas a Valle Nacional en donde realizó trabajos forzados. Logró escapar y fue nuevamente encarcelado en Orizaba en donde fue torturado durante varios meses, hasta que fue trasladado a Veracruz en donde finalmente consiguió su liberación.

### Revolución mexicana
Un par de años después, junto con Camerino Z. Mendoza y Gabriel Gavira, fundó el Partido Antirreeleccionista Veracruzano, y se alzó en armas en contra de Porfirio Díaz en mayo de 1911. El objetivo de su grupo revolucionario era inicialmente tomar la ciudad de Orizaba, así como los pueblos textiles de Santa Rosa y Río Blanco. Fracasó en este primer intento y Gavira y Mendoza tuvieron que salir del país regresando poco después a mediados de 1911 reorganizando el movimiento. En San José Ixtapan obtuvo Jara el grado de coronel y finalmente lograron tomar Orizaba en donde formaron la brigada Ocampo siendo temporalmente jefe político de esta ciudad.

#### Diputado y Constituyente
Una vez que Madero asumió la presidencia de México, en 1911, Jara Corona resultó elegido diputado independiente al Congreso de la Unión en la XXVI Legislatura.. En esta legislatura, Jara comenzó a caracterizarse por presentar iniciativas encaminadas a mejorar las condiciones de los obreros tales como la iniciativa de regular el trabajo femenino e infantil, la supresión de las tiendas de raya y el pago del salario en efectivo, así como el reconocimiento pleno de la autoridad hacia los sindicatos. Gracias a sus aportaciones, esta XXVI Legislatura presentó el primer proyecto de ley obrera que sería el antecedente del artículo 123 constitucional.
En el terreno político, Jara también fue otro más de los que advirtió al presidente Madero de la gestación del golpe de Estado y meses después en febrero de 1913, fue uno de los pocos representantes de los estados que se opuso a la destitución del presidente Madero y del vicepresidente José María Pino Suárez ordenada por Victoriano Huerta. Durante la decena trágica, como coronel maderista recibió la orden de repartir víveres entre la población ante la caótica situación y cuando Madero fue finalmente asesinado, Huerta ordenó la aprehensión de diputados maderistas y Jara tuvo que esconderse en la casa del zapatista Antonio Sala y posteriormente se dirigió a Xalapa para organizar la lucha contra Huerta. En marzo Camerino Z. Mendoza fue asesinado por el huertista Gaudencio de la Llave lo que fue denunciado públicamente por Jara por lo que Huerta ordenó su fusilamiento y este tuvo que salir del país hacia Cuba reingresando tiempo después por Coahuila.
En el norte de Veracruz reorganizó su brigada Ocampo junto a los revolucionarios veracruzanos Cándido Aguilar y Adalberto Tejada y con ellos se enfrentó a las guardias blancas de las compañías petroleras en Poza Rica, Tuxpan y Tamiahua. En agosto de ese mismo año, participó en el primer reparto de tierras realizado por el general Lucio Blanco en Tamaulipas, a orillas del Río Bravo. Un año más tarde, se sumó a las fuerzas de Venustiano Carranza y se hizo cargo del gobierno de la Ciudad de México por unos cuantos meses, los necesarios para ponerse del lado de los trabajadores tranviarios cuando se lanzaron a un movimiento de huelga. En 1914, regresó a su estado natal y ocupó con sus tropas el puerto de Veracruz a la salida de las tropas intervencionistas norteamericanas. A partir de esas fechas, desempeñó varios cargos públicos en su entidad. Fue segundo de Cándido Aguilar en la toma de Tuxpan, y se encargó de imponer los impuestos carrancistas a mexicanos y extranjeros. En la Convención de Aguascalientes estuvo representado por el coronel Marcelino Murrieta.
Uno de los cargos más significativos de Jara fue el de diputado en el Congreso Constituyente de 1916 a 1917. Allí, junto con otros diputados, impulsó la incorporación de garantías sociales para los mexicanos en los artículos de la Constítución que aún nos rige, específicamente en los artículos referidos a la educación, soberanía nacional y derechos de los trabajadores (3, 27 y 123). Al concluir su participación en este cargo, se trasladó a Cuba como embajador de México en aquella isla caribeña.

#### Gobernador de Tabasco
En 1916 fue elegido diputado al Congreso Constituyente; al terminar este cargo en 1918, fue enviado por unos meses como gobernador de Tabasco, es sustitución de Luis M. Hernández y con la finalidad de calmar el agitado clima político provocado por la lucha de facciones entre los grupos de revolucionarios tabasqueños, quienes peleaban por la gubernatura del estado. Heriberto Jara, gobernó el estado hasta los primeros meses de 1919 cuando entregó el gobierno a Carlos A. Vidal.

### Gobernador de Veracruz
En 1924 fue elegido gobernador de Veracruz, pero no llegó a terminar su periodo por conflictos con el cacique veracruzano Adalberto Tejeda Olivares y el presidente Plutarco Elías Calles. Fue sobrino de Fernando de Jesús Corona y Arpide, importante jurista e íntimo colaborador de Benito Juárez, pero lo más importante fue que contribuyó a la Independencia de México al heredar los códigos que rigen la Constitución del estado de Veracruz y la Constitución Política Mexicana vigente. Fernando de Jesús Corona y Arpide, originario de Coscomatepec, elaboró los "Códigos Corona", célebres porque sirvieron para la Constitución del estado de Veracruz y de la mayor parte de los estados, así como de la Constitución Política Mexicana.

#### Stadium Jalapeño (1922) - Estadio Xalapeño (1925)
Durante su gestión como gobernador de Veracruz, bajo la dirección del ingeniero Modesto C. Rolland (Baja California Sur, 1881), en el lugar conocido como la "Ciénega de Melgarejo", se construyó en Xalapa el monumental Estadio Xalapeño.
El lugar había sido previamente identificado por William K. Boone, presidente de la Cámara Nacional de Comercio de Xalapa, como un sitio natural para este fin, como lo fueron los estadios y teatros de la antigua Grecia.
El Stadium Jalapeño fue inaugurado con unos juegos atléticos el 7 de mayo de 1922.
El monumental Estadio Xalapeño "Heriberto Jara Corona" se inauguró el 20 de septiembre de 1925. En ese tiempo fue el segundo estadio en América Latina, después del Estadio de River Plate, en Argentina.

### Otros cargos políticos
A los casi cincuenta años de edad, volvió a México para hacerse cargo del gobierno del estado de Veracruz. En este importante puesto, mantuvo una fuerte disputa con los empresarios extranjeros dueños de las compañías petroleras. La irracional explotación del petróleo, pero más aún, la de los trabajadores que laboraban en los extremos norte y sur del estado veracruzano, le acarrearon también diferencias con el gobierno de Plutarco Elías Calles. A tal problemática se sumó un conflicto con los maestros de la entidad y la situación alcanzó tal magnitud que fue destituido por la Legislatura Local.
Aunque entró en conflicto con Calles, nunca se rebeló formalmente, aunque sí permaneció alejado de la política. En 1935 el presidente Lázaro Cárdenas del Río, en el proceso de deshacerse de la influencia de Calles, lo designó al cargo clave de inspector general del Ejército, desde donde evitó cualquier sublevación callista posible; en 1939, por nombramiento del mismo Cárdenas, pasó a ser presidente del Partido de la Revolución Mexicana, nuevo nombre que se le había dado al antiguo Partido Nacional Revolucionario (hoy PRI) desde donde coordinó la campaña electoral de Manuel Ávila Camacho. Cuando este tomó posesión de la presidencia, lo designó como el primer Secretario de Marina.
En los años cincuenta, dado su interés por defender los derechos y garantías de los mexicanos, presidió el Comité Nacional por la Paz y fue designado también integrante del Consejo Mundial por la Paz. Falleció el 17 de abril de 1968. A su funeral asistió el presidente Gustavo Díaz Ordaz. Dos días después de su deceso, en cumplimiento de su voluntad, sus cenizas fueron arrojadas sobre las aguas del Golfo de México. Dejó como legado su casa para que fuera convertida en escuela primaria.

## Legado y honores
- El aeropuerto internacional de la ciudad de Veracruz lleva su nombre: Aeropuerto Internacional General Heriberto Jara.
- Existe, en el Puerto de Veracruz, una escuela primaria matutina que lleva su nombre, ubicada en la calle de Echeven.
- En el fraccionamiento Reforma de la Ciudad de Veracruz la calle 3 Carabelas cambió su nombre a Heriberto Jara.
- El poblado del Valle de Mexicali en el Estado de Baja California se puso nombre en su honor Ejido Heriberto Jara
- En julio de 2010 se lleva a cabo el Concurso para celebrar a México, en el Bicentenario de su Independencia y el Centenario de su Revolución "Ponle nombre a tu escuela" el cual lleva su nombre en el Centro de Capacitación para el Trabajo Industrial N° 171 (CECATI) dependiente de la DGCFT le cual lleva su nombre Heriberto Jara Corona.

## Distinciones
- Premio Lenin de la Paz entre los pueblos (1950)[13]
- Medalla Belisario Domínguez del Senado de la República (1959)